# Л-14 (підводний човен СРСР)
| Л-14                                                                   | Л-14 | Л-14 |
| ---------------------------------------------------------------------- | --- | --- |
| Л-14                                                                   | | |
|                                                                        | | |
| Схематичне зображення підводного човна типу «Ленінець» серії XIII      | | |
| Верф                                                                   | завод № 189, Ленінград/завод № 202, Владивосток | завод № 189, Ленінград/завод № 202, Владивосток |
| Під прапором                                                           | СРСР | СРСР |
| Належність                                                             | Військово-морський флот СРСР | Військово-морський флот СРСР |
| Порт приписки                                                          | Владивосток | Владивосток |
| Закладений                                                             | 25 квітня 1935 | 25 квітня 1935 |
| Спуск на воду                                                          | 20 грудня 1936 | 20 грудня 1936 |
| Введений до складу флоту                                               | 10 жовтня 1938 | 10 жовтня 1938 |
| Перейменований                                                         | Б-14, УТС-33 | Б-14, УТС-33 |
| Перекваліфікований                                                     | з 1956 року — навчальний | з 1956 року — навчальний |
| Виведений зі складу флоту                                              | 17 лютого 1956 | 17 лютого 1956 |
| На службі                                                              | 1938—1984 | 1938—1984 |
| Сучасний статус                                                        | 1984 року списаний | 1984 року списаний |
| Бойовий досвід                                                         | Друга світова війна | Друга світова війна |
| Проєкт                                                                 | | |
| Тип ПЧ                                                                 | підводний мінний загороджувач | підводний мінний загороджувач |
| Основні характеристики                                                 | | |
| Швидкість (надводна)                                                   | 13,9 вузла | 13,9 вузла |
| Швидкість (підводна)                                                   | 9,7 вузла | 9,7 вузла |
| Робоча глибина занурення                                               | 80 м | 80 м |
| Гранична глибина занурення                                             | 100 м | 100 м |
| Дальність плавання                                                     | надводна: 2 750 миль (5 090 км) на швидкості 15 вузлів (27,8 км/год) або 10 000 миль на швидкості 10 вузлів (18,6 км/год) підводна: 150 миль (278 км) на швидкості 2,5 вузла | надводна: 2 750 миль (5 090 км) на швидкості 15 вузлів (27,8 км/год) або 10 000 миль на швидкості 10 вузлів (18,6 км/год) підводна: 150 миль (278 км) на швидкості 2,5 вузла |
| Автономність плавання                                                  | 30-45 діб | 30-45 діб |
| Екіпаж                                                                 | 56 осіб | 56 осіб |
| Розміри                                                                | | |
| Довжина найбільша (по КВЛ)                                             | 83,4 м | 83,4 м |
| Ширина корпусу найб.                                                   | 7 м | 7 м |
| Середня осадка (по КВЛ)                                                | 4,1 м | 4,1 м |
| Водотоннажність надводна                                               | 1124 т | 1124 т |
| Силова установка                                                       | | |
| Дизель-електрична: 2 × дизельних двигуни 42БМ6 2 × електродвигуни ПГ-9 | | |
| Гвинти                                                                 | 2 | 2 |
| Потужність                                                             | 2 х 1100 к. с. (дизельні двигуни) 2 х 650 к. с. (електродвигун) | 2 х 1100 к. с. (дизельні двигуни) 2 х 650 к. с. (електродвигун) |
| Озброєння                                                              | | |
| Артилерія                                                              | 1 × 100-мм гармата Б-24 | 1 × 100-мм гармата Б-24 |
| Торпедно- мінне озброєння                                              | 8 × 533-мм носових торпедних апаратів (18 торпед) та 18 мін типу ПЛТ | 8 × 533-мм носових торпедних апаратів (18 торпед) та 18 мін типу ПЛТ |
| ППО                                                                    | 1 × 45-мм напівавтоматична універсальна гармата 21-К | 1 × 45-мм напівавтоматична універсальна гармата 21-К |
| Електроніка                                                            | «Дракон-129», «Меркурий-12» | «Дракон-129», «Меркурий-12» |

Л-14 «Калінінець» (рос. Л-14) — радянський військовий корабель, дизель-електричний підводний мінний загороджувач серії XIII типу «Ленінець» Військово-морського флоту СРСР за часів Другої світової війни. Закладений 25 квітня 1935 року на верфі заводу № 189 у Ленінграді під заводським номером 274. У вигляді окремих секцій був перевезений до Владивостока, де на заводі № 202 (Дальзавод) його зібрали. 20 грудня 1936 року спущений на воду. 10 жовтня 1938 року корабель увійшов до складу ВМФ СРСР.
Службу проходив у складі підводних сил Тихоокеанського флоту. У 1944 році був обладнаний гідролокатором «Дракон-129» (ASDIC). У ході бойових дій здійснив один похід, зустрічей із противником не мав. У 1949 році перейменований на Б-14. 17 лютого 1956 виведений зі складу флоту, використовувався як навчальний, перейменований на УТС-33. У 1984 році виключений зі списків флоту та відправлений на брухт.

## Командири
У грудні 1937 — червні 1938 року — командиром Л-14 був капітан-лейтенант Чабаненко Андрій Трохимович